# Бікфордів світ
«Бікфордів світ» (рос. Бикфордов мир) — роман українського письменника Андрія Куркова, написаний 1993 року.

## Сюжет
Головний герой, військовослужбовець, йде через всю країну із сходу на захід, тягнучи за собою нескінченний бікфордів шнур. Спочатку читач знає, до чого прив'язаний інший кінець шнура, але до середини роману і герой, і читач, і автор починають сумніватися: а що ж вибухне, якщо цей шнур підпалити?